# I-159 (tàu ngầm Nhật)
I-59, sau đổi tên thành I-159, là một tàu ngầm tuần dương  Lớp Kaidai thuộc lớp phụ IIIB nhập biên chế cùng Hải quân Đế quốc Nhật Bản vào năm 1929. Trong Chiến tranh Thế giới thứ hai, nó đã thực hiện ba chuyến tuần tra rồi tham gia trong trận Midway vào tháng 6, 1942. Con tàu sau đó chủ yếu phục vụ cho việc huấn luyện, và đến đầu năm 1945 được cải biến thành tàu chở ngư lôi tự sát Kaiten trước khi đầu hàng lực lượng Đồng Minh vào cuối chiến tranh. Nó bị đánh chìm vào năm 1946.

## Thiết kế và chế tạo

### Thiết kế
Phân lớp tàu ngầm Kaidai IIIB là sự lặp lại thiết kế của phân lớp Kaidai IIIA dẫn trước, chỉ có những cải tiến nhỏ để giúp đi biển tốt hơn. Chúng có trọng lượng choán nước 1.800 tấn Anh (1.829 t) khi nổi và 2.300 tấn Anh (2.337 t) khi lặn, lườn tàu có chiều dài 101 m (331 ft 4 in), mạn tàu rộng 8 m (26 ft 3 in) và mớn nước sâu 4,90 m (16 ft 1 in). Con tàu có thể lặn sâu 60 m (197 ft) và có một thủy thủ đoàn đầy đủ bao gồm 60 sĩ quan và thủy thủ.
Chiếc tàu ngầm trang bị hai động cơ diesel 3.400 mã lực phanh (2.535 kW), mỗi chiếc vận hành một trục chân vịt. Khi lặn, mỗi trục được vận hành bởi một động cơ điện 900 mã lực (671 kW). Con tàu có thể đạt tốc độ tối đa 20 hải lý trên giờ (37 km/h; 23 mph) khi nổi và 8 hải lý trên giờ (15 km/h; 9,2 mph)khi lặn. Khi Kaidai IIIB di chuyển trên mặt nước nó đạt tầm xa hoạt động 10.000 hải lý (19.000 km; 12.000 mi) ở tốc độ 10 hải lý trên giờ (19 km/h; 12 mph), và có thể lặn xa 90 nmi (170 km; 100 mi) ở tốc độ 3 hải lý trên giờ (5,6 km/h; 3,5 mph).
Lớp Kaidai IIIA có tám ống phóng ngư lôi 53,3 cm (21,0 in), gồm sáu ống trước mũi và hai ống phía đuôi; mỗi ống mang theo một quả ngư lôi nạp lại, nên mang tổng cộng 16 ngư lôi. Chúng cũng trang bị một 120 mm (4,7 in)/45 caliber trên boong tàu.

### Chế tạo
I-59 được đặt lườn tại Xưởng vũ khí Hải quân Yokosuka ở Yokosuka vào ngày 25 tháng 3, 1927. Nó được hạ thủy vào ngày 25 tháng 3, 1929, rồi hoàn tất và nhập biên chế vào ngày 31 tháng 3, 1930.

## Lịch sử hoạt động

### 1929 - 1941
Khi nhập biên chế, I-59 được phân về Quân khu Hải quân Kure và gia nhập Đội tàu ngầm 28. Vào ngày 1 tháng 12, 1930, đơn vị này được điều động sang Hải đội Tàu ngầm 2, trực thuộc Đệ Nhị hạm đội, nằm trong thành phần Hạm đội Liên hợp.  Đội tàu ngầm 28 được thuyên chuyển sang Hải đội Tàu ngầm 1 trực thuộc Đệ Nhất hạm đội, cùng thuộc thành phần Hạm đội Liên hợp, vào ngày 1 tháng 12, 1932. Đội được điều sang Đội Phòng vệ Sasebo thuộc Quân khu Hải quân Sasebo vào ngày 15 tháng 11, 1933, và I-59 được cho xuất biên chế và đưa về thành phần dự bị vào ngày hôm đó. Đang khi nó ở trong thành phần dự bị, Đội tàu ngầm 28 được điều sang Đội Phòng vệ Sasebo thuộc Quân khu Hải quân Sasebo vào ngày 11 tháng 12, 1933.
I-59 nhập biên chế trở lại trong năm 1934, và vào ngày 15 tháng 11, 1934, Đội tàu ngầm 28 được điều trở lại Hải đội Tàu ngầm 2 trực thuộc Đệ Nhị hạm đội. Vào ngày 7 tháng 2, 1935, I-59 khởi hành từ Sasebo cùng tám tàu ngầm khác thuộc Hải đội Tàu ngầm 2: I-53, I-54, I-55, I-60, I-61, I-62, I-63 và I-64, cho chuyến đi huấn luyện tại khu vực quần đảo Kuril. Chuyến đi kết thúc khi họ đến vịnh Sukumo, Shikoku vào ngày 25 tháng 2, 1935. Chín chiếc tàu ngầm đã rời Sasebo vào ngày 29 tháng 3, 1935 để huấn luyện tại vùng biển Trung Quốc, và quay trở lại Sasebo vào ngày 4 tháng 4, 1935.  Đến ngày 15 tháng 11, 1935, Đội tàu ngầm 28 được điều động sang Hải đội Tàu ngầm 1 trực thuộc Đệ Nhất hạm đội, nằm trong thành phần Hạm đội Liên hợp.  I-59 một lần nữa được cho xuất biên chế vào tháng 11, 1936.
Nhập biên chế trở lại vào đầu năm 1937, I-59 cùng với I-60 và I-63 khởi hành từ Sasebo vào ngày 27 tháng 3, 1937 cho một chuyến đi huấn luyện ngoài khơi Thanh Đảo, Trung Quốc, và kết thúc khi quay trở về vịnh Ariake vào ngày 6 tháng 4. Đội tàu ngầm 28 được điều động sang Hải đội Phòng vệ Sasebo thuộc Quân khu Hải quân Sasebo vào ngày 1 tháng 12, 1937,  rồi quay trở lại cùng Hải đội Tàu ngầm 1 trực thuộc Đệ Nhất hạm đội vào ngày 15 tháng 12, 1938. Từ ngày 6 đến ngày 29 tháng 1, 1941, I-60 tạm thời thay phiên cho I-59 trong vai trò soái hạm của Đội tàu ngầm 28;  và đến cuối năm 1941, nó tạm thời chuyển giao nhiệm vụ trên trước khi trở lại vai trò soái hạm của Đội tàu ngầm 28 vào ngày 3 tháng 12, 1941.

### 1941 - 1942
Vào lúc cuộc xung đột tại Thái Bình Dương chính thức bắt đầu vào ngày 8 tháng 12, (7 tháng 12 bên kia đường đổi ngày), khi Hải quân Nhật bất ngờ tấn công căn cứ Trân Châu Cảng của Hải quân Hoa Kỳ, I-59 vẫn còn đang được đại tu tại Kobe. Nó khởi hành từ Koba vào ngày 31 tháng 12, 1941 để cùng I-60 hướng sang Davao trên đảo Mindanao thuộc Philippines, đến nơi vào ngày 5 tháng 1, 1942.  Tại đây I-60 thay phiên cho I-59 trong vai trò soái hạm của Đội tàu ngầm 28 vào ngày 9 tháng 1.

#### Chuyến tuần tra thứ nhất
Sau khi được tiếp nhiên liệu, I-59 cùng với I-60 khởi hành từ Davao cho chuyến tuần tra đầu tiên trong chiến tranh, hướng đến khu vực biển Banda về phía Nam quần đảo Sunda, ngoài khơi Celebes tại Đông Ấn thuộc Hà Lan. Chúng cùng các tàu ngầm khác thuộc Hải đội Tàu ngầm 5, I-62, I-64, I-65 và I-66, hỗ trợ cho các cuộc đổ bộ lên Kema và Manado ở phía Bắc Celebes, vốn bắt đầu từ ngày 11 tháng 1. Đến ngày 13 tháng 1, I-59 tách khỏi I-60 để đi đến khu vực tuần tra trong Ấn Độ Dương ngoài khơi đảo Christmas.
Vào ngày 20 tháng 1, I-59 phóng ngư lôi đánh chìm chiếc tàu chở hàng Na Uy SS Eidsvold (4.184 tấn) ngoài khơi Flying Fish Cove tại đảo Christmas. Đến ngày 25 tháng 1, nó trinh sát bằng kính tiềm vọng cảng Sabang trên bờ biển đảo Sumatra, và sau khi không phát hiện chiếc tàu chiến nào, nó phóng ngư lôi đánh chìm một tàu buôn Anh không rõ tên, và bắt giữ một số tù binh. Nó kết thúc chuyến tuần tra khi quay về Penang, Malaya đã bị Nhật chiếm đóng vào ngày 26 tháng 1.

#### Chuyến tuần tra thứ hai
Khởi hành từ Penang vào ngày 21 tháng 2 cho chuyến tuần tra thứ hai, I-59 đi đến khu vực Ấn Độ Dương về phía Tây Nam Sumatra. Ở phía Tây Sumatra lúc 23 giờ 35 phút ngày 1 tháng 3, nó phóng ngư lôi tấn công chiếc tàu chở hành khách Hà Lan SS Rooseboom (1.035 tấn), đang đi từ đến Colombo, Ceylon, chở theo khoảng 500 hành khách mà phần lớn là quân nhân Anh đang tìm cách thoát khỏi Malaya và Đông Ấn đang bị Nhật Bản xâm chiếm. Rooseboom lật úp và đắm nhanh chỏng tại tọa độ 00°15′B 086°50′Đ / 0,25°B 86,833°Đ, để lại khoảng 135 người sống sót trong đó 80 người trên một bè cứu sinh. Ngoại trừ hai người được tàu hơi nước Hà Lan cứu vớt chín ngày sau đó, chỉ có bốn người sống sót trên chiếc bè trôi dạt đến 30 ngày sau khi Rooseboom đắm. I-59 kết thúc chuyến tuần tra khi quay về Penang vào ngày 12 tháng 3.
Đến ngày 22 tháng 3, I-59 rời Penang để quay trở về Nhật Bản, về đến Sasebo vào ngày 1 tháng 4. Đội tàu ngầm 29 bị giải thể và con tàu được điều sang Đội tàu ngầm 19 vào ngày 10 tháng 4. Nó khởi hành từ Kure, Hiroshima vào ngày 19 tháng 5 để hướng sang Kwajalein thuộc quần đảo Marshall; và lúc đang trên đường đi, nó được đổi tên thành I-159 vào ngày 20 tháng 5. Nó đi đến Kwajalein bốn ngày sau đó.

#### Chuyến tuần tra thứ ba - Trận Midway
Cùng các tàu ngầm I-156,  I-157, I-159, I-162, I-165 và I-166, I-158 được điều động vào Hải đội Tàu ngầm 5 trực thuộc Lực lượng Viễn chinh Tiền phương của Đệ Lục hạm đội, nhằm hỗ trợ cho Chiến dịch MI, là kế hoạch xâm chiếm đảo Midway. I-158 rời Kwajalein vào ngày 30 tháng 5 cho chuyến tuần tra thứ ba, khi Hải đội Tàu ngầm 5 được bố trí trên một tuyến tuần tra giữa 28°20′B 162°20′T / 28,333°B 162,333°T và 26°00′B 165°00′T / 26°B 165°T. Hải quân Nhật Bản chịu đựng một thất bại lớn vào ngày 4 tháng 6 trong trận Midway, đúng vào ngày Tư lệnh Đệ Lục hạm đội, Phó đô đốc Komatsu Teruhisa, ra lệnh cho các tàu ngầm trong tuyến tuần tra tiến sang phía Tây.
Sau khi Đô đốc Yamamoto Isoroku, Tổng tư lệnh Hạm đội Liên hợp, ra lệnh cho Komatsu bố trí các tàu ngầm dưới quyền xen giữa hạm đội Nhật Bản đang rút lui và các tàu sân bay Hoa Kỳ, các tàu ngầm bắt đầu rút lui dần về hướng Tây Bắc, di chuyển ngầm với tốc độ 3 kn (5,6 km/h) vào ban ngày và 14 kn (26 km/h) khi trời tối. I-159 không bắt gặp mục tiêu nào trong suốt trận chiến, và về đến Kwajalein vào ngày 21 tháng 6.

### 1942 - 1945
I-159 rời Kwajalein vào ngày 22 tháng 6 để quay trở về Kure, đến nơi vào ngày 1 tháng 7. Đến ngày 10 tháng 7, Hải đội Tàu ngầm 5 được giải thể và Đội tàu ngầm 19, bao gồm I-156, I-157, I-158 và I-159, được điều động sang Lực lượng Phòng vệ Kure trực thuộc Quân khu Hải quân Kure, nơi I-159 bắt đầu đảm nhiệm vài trò tàu huấn luyện cho Trường Tàu ngầm Kure. Đến ngày 18 tháng 7, I-158 thay phiên cho I-159 trong vai trò soái hạm của Đội tàu ngầm 19, rồi đến ngày 1 tháng 12, Đội tàu ngầm 19 lại được điều về Hải đội Tàu ngầm Kure trực thuộc Quân khu Hải quân Kure.
Đến ngày 5 tháng 1, 1944, I-159 tham gia giai đoạn đầu thử nghiệm ngụy trang của Trường Tàu ngầm Hải quân trong biển nội địa Seto, khi được phủ một lớp sơn xanh lá-xám nhạt lên các mặt tháp chỉ huy và phía trên thân tàu, nhằm xác định hiệu quả của màu sơn để tránh bị phát hiện bởi hạm tàu nổi hay máy bay, cũng như xác định độ bền của lớp sơn phủ. Đến cuối tháng 1, con tàu thử nghiệm kíp nổ từ tính Type 2 dành cho ngư lôi Type 95. Từ ngày 23 đến ngày 25 tháng 2, tham gia giai đoạn hai của thử nghiệm ngụy trang, khi màu sơn được áp dụng cho cả sàn tàu.

#### Tàu ngầm mang ngư lôiKaiten
Đội tàu ngầm 19 được giải thể vào ngày 20 tháng 4, 1945 và I-159 được điều động sang Đội tàu ngầm 34 trực thuộc Đệ Lục hạm đội. Đến tháng 5, chiếc tàu ngầm được cải biến tại Xưởng vũ khí Hải quân Kure để vận chuyển ngư lôi cảm tử Kaiten. Khẩu hải pháo 120 milimét (4,7 in) trên boong tàu được tháo dỡ, và thay thế bằng các bộ gá để vận chuyển hai ngư lôi Kaiten. Sau đó nó được dùng để vận chuyển Kaiten đến các căn cứ tại Shikoku và Kyūshū. Trong tháng 7, 1945, thủy thủ đoàn của I-159, cùng với các chiếc I-156, I-157, I-158 và I-162, được huấn luyện để phóng ngư lôi Kaiten tấn công trong trường hợp lực lượng Đồng Minh tiến hành đổ bộ trực tiếp lên chính quốc Nhật Bản.
Do nguy cơ bị máy bay Đồng Minh không kích tại Kure, I-159 được chuyển đến cảng Maizuru trên bờ biển phía Đông đảo Honshū trong tháng 8. Đến ngày 6 tháng 8, nó cùng các tàu ngầm I-36, I-155 và I-156 được điều về Đội Kaiten Shinshu-tai với kế hoạch sẽ xuất phát vào giữa tháng 8 để tấn công tàu bè Đồng Minh. Con tàu đang ở tại cảng Maizuru vào ngày 11 tháng 8, khi nó bị máy bay tiêm kích P-51 Mustang Không lực Hoa Kỳ đặt căn cứ tại Iwo Jima bắn phá, làm thủng thùng dằn chính ở ba chỗ. Sau khi được sửa chữa tạm thời, I-159 được chuyển đến căn cứ Kaiten tại Hirao ở phía Nam đảo Honshū.
Vào ngày 15 tháng 8, I-159 được điều về Đội tàu ngầm 15 trực thuộc Đệ Lục hạm đội cùng các chiếc I-36, I-47, I-157 cùng các tàu ngầm khác. Cùng đúng vào ngày này, Thiên hoàng Hirohito công bố Nhật Bản chấp nhận đầu hàng vô điều kiện, kết thúc vĩnh viễn cuộc xung đột. Tuy nhiên do hiểu nhầm mệnh lệnh này chỉ là ngừng bắn tạm thời, các tàu ngầm tiếp tục chuẩn bị Chiến dịch Shinshu-tai, khi I-159 nhận lên tàu hai ngư lôi Kaiten cùng thủy thủ.
Nó là tàu ngầm duy nhất xuất phát từ Hirao lúc 12 giờ 00 ngày 16 tháng 8 trong Chiến dịch Shinshu-tai, với nhiệm vụ tấn công tàu bè Xô Viết tại khu vực Vladivostok cũng như mọi tàu bè Đồng Minh khác tìm cách gây ngăn trở nó. I-159 băng qua biển nội địa Seto và eo biển Bungo, rồi đi ngầm hướng đến eo biển Ōsumi. Sang ngày hôm sau, lúc đang ở vị trí ngoài khơi Miyazaki thuộc đảo Kyūshū, nó nhận được điện báo từ Hirao là xung đột đã chấm dứt. Con tàu đi đến cảng Aburatsu, Kyūshū trong ngày hôm đó và tiêu hủy mọi tài liệu mật tại đây, rồi lên đường vào ngày 18 tháng 8 để quay trở lại Hirao, nơi nó đầu hàng lực lượng Đồng Minh trong tháng 9.
I-159 được kéo đến Sasebo vào tháng 10, 1945 để tháo dỡ mọi thiết bị hữu ích, và được rút tên khỏi đăng bạ vào ngày 30 tháng 11, 1945. Đến ngày 1 tháng 4, 1946, tàu tiếp liệu tàu ngầm Hoa Kỳ USS Nereus  (AS-17) đã kéo nó từ Sasebo đến khu vực ngoài khơi quần đảo Gotō, nơi chiếc tàu ngầm bị đánh đắm bằng hải pháo trong khuôn khổ Chiến dịch Road's End.